# 구글 월렛
구글 월렛(Google Wallet) 또는 월렛(Wallet)은 구글이 개발한 디지털 지갑 플랫폼이다. 안드로이드 (운영체제), 웨어 OS, 핏비트 OS 운영체제에서 사용할 수 있으며, 2022년 5월 11일 2022 구글 I/O 기조연설에서 발표되었다. 2022년 7월 18일부터 안드로이드 스마트폰에 출시되기 시작했다.

## 기능
구글 월렛을 사용하면 사용자는 구글 페이를 통해 사용할 결제 카드와 같은 항목뿐만 아니라 포인트 카드, 디지털 키, 디지털 신분증, 대중교통 이용권, 이벤트 티켓, 건강 패스와 같은 패스도 저장할 수 있다.
구글 월렛의 디지털 자동차 키는 화면이 꺼져 있거나 배터리가 소진된 경우에도 계속 사용할 수 있다. 그러나 삼성 월렛, 화웨이 월렛, 애플 월렛 등 대부분의 다른 보안 요소 기반 디지털 지갑과 달리 이 기능은 교통 카드로 확장되지 않는다.
현재 웨어 OS 및 안드로이드 버전의 월렛이 조각화되어 있지만 구글은 "장기적인 목표는 시계와 휴대폰의 기능 동등성"이라고 밝혔지만 2024년 현재 모든 플랫폼에서 동등성 없이 새로운 기능이 계속 출시되고 있다. 구글 I/O 2024에서 구글은 웨어 OS 및 피트빗 OS에 "모든 유형의 패스에 대한 확장된 지원"이 제공될 것이라고 발표했다.

## 같이 보기
- 애플 지갑